# Repomucenus
Repomucenus là một chi cá đàn lia trong họ Callionymidae. Chúng là loài bản địa của Ấn Độ Dương và Tây Thái Bình Dương. Chi này về cơ bản bao gồm các loài cá biển, nhưng có 01 loài sinh sống trong môi trường nước ngọt và nước lợ là R. olidus.

## Các loài
Hiện tại có 5 loài được ghi nhận trong chi này:
- Repomucenus calcaratus (W. J. Macleay, 1881)
- Repomucenus lunatus (Temminck & Schlegel, 1845)
- Repomucenus macdonaldi (J. D. Ogilby, 1911)
- Repomucenus olidus (Günther, 1873)
- Repomucenus ornatipinnis (Regan, 1905)